# Дженесі (округ, Нью-Йорк)
Шаблон:StateAbbr_ 43°00′ пн. ш. 78°11′ зх. д. / 43° пн. ш. 78.19° зх. д.
Округ Дженесі (англ. Genesee County) — округ (графство) у штаті Нью-Йорк, США. Ідентифікатор округу 36037.

## Історія
Округ утворений 1803 року.

## Демографія
За даними перепису
2000 року
загальне населення округу становило 60370 осіб, зокрема міського населення було 24318, а сільського — 36052.
Серед мешканців округу чоловіків було 29717, а жінок — 30653. В окрузі було 22770 домогосподарств, 15823 родин, які мешкали в 24190 будинках.
Середній розмір родини становив 3,1.
Віковий розподіл населення поданий у таблиці:
| Стать    | До 15 років | 15-21 | 22-29 | 30-39 | 40-49 | 50-65 | 65-85 | Понад 85 |
| -------- | ----------- | ----- | ----- | ----- | ----- | ----- | ----- | -------- |
| Чоловіки | 6467        | 2970  | 2608  | 4624  | 4873  | 4600  | 3273  | 302      |
| Жінки    | 6403        | 2659  | 2458  | 4704  | 4657  | 4686  | 4287  | 799      |

## Суміжні округи
- Орлінс — північ
- Монро — північний схід
- Лівінгстон — південний схід
- Вайомінг — південь
- Ері — захід
- Ніагара — північний захід

## Виноски
1. ↑  U.S. Decennial Census. United States Census Bureau. Архів оригіналу за 26 квітня 2015. Процитовано 4 січня 2015.
2. ↑  Historical Census Browser. University of Virginia Library. Архів оригіналу за 11 серпня 2012. Процитовано 4 січня 2015.
3. ↑  Population of Counties by Decennial Census: 1900 to 1990. United States Census Bureau. Архів оригіналу за 19 лютого 2015. Процитовано 4 січня 2015.
4. ↑  Census 2000 PHC-T-4. Ranking Tables for Counties: 1990 and 2000 (PDF). United States Census Bureau. Архів оригіналу (PDF) за 18 грудня 2014. Процитовано 4 січня 2015.
5. ↑  State & County QuickFacts. United States Census Bureau. Архів оригіналу за 7 червня 2011. Процитовано 11 жовтня 2013.(англ.) Наведено за англійською вікіпедією.
6. ↑  American FactFinder. Бюро перепису населення США. Архів оригіналу за 21 травня 2008. Процитовано 31 січня 2008.

| США | Це незавершена стаття з географії США. Ви можете допомогти проєкту, виправивши або дописавши її. |